# DJ Qualls

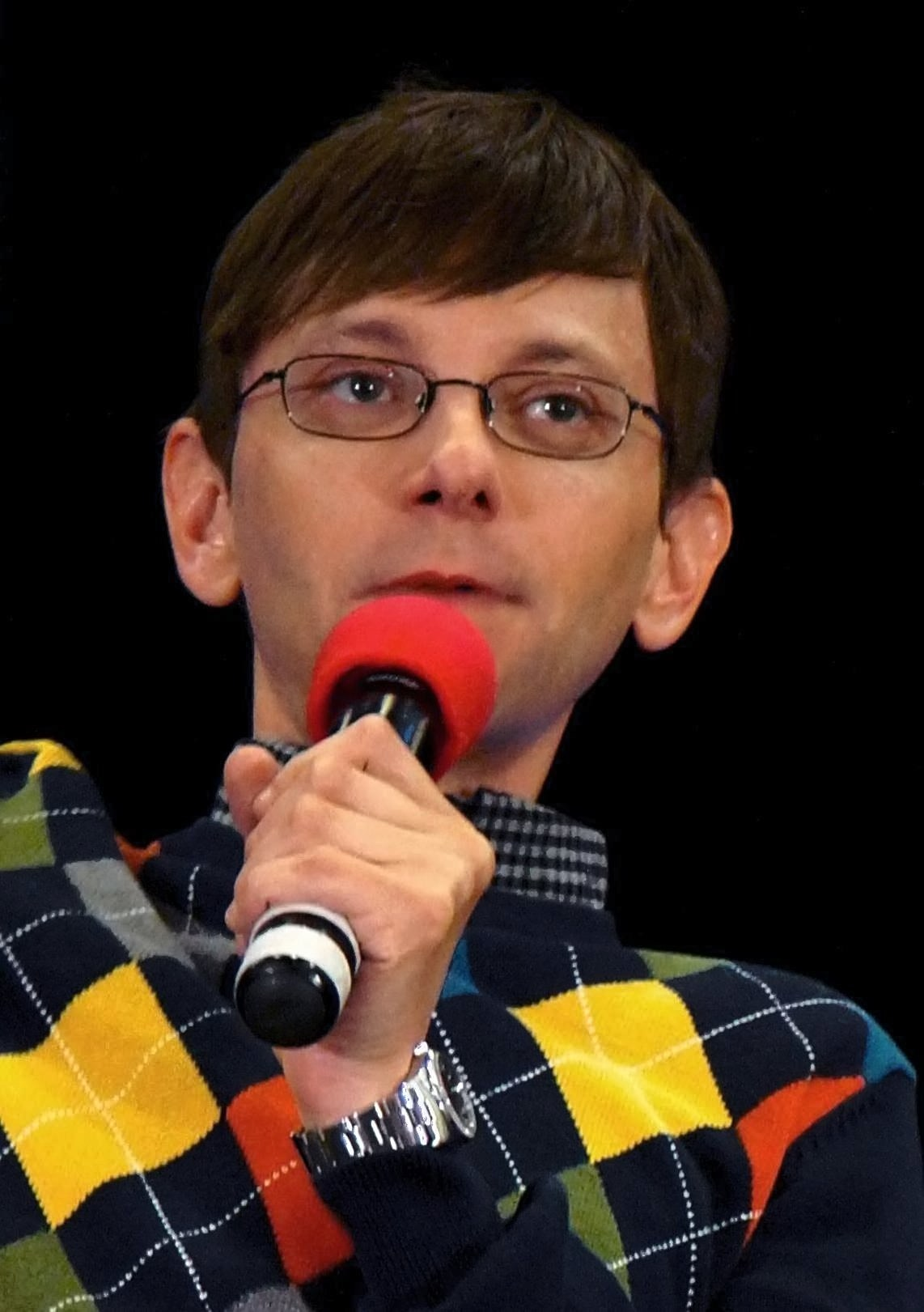
DJ Qualls (2014)

Donald Joseph „DJ“ Qualls (* 10. Juni 1978 in Nashville, Tennessee) ist ein US-amerikanischer Schauspieler.

## Leben und Karriere
Donald Joseph Qualls wuchs in Manchester, Tennessee als eines von fünf Geschwistern auf. Mit 14 Jahren erkrankte er an Morbus Hodgkin, einer Form des Lymphknotenkrebses. Nach zwei Jahren Behandlung gilt seine Erkrankung als vorzeitig inaktiv (Remission), aber nicht vollständig geheilt. Nach seinem Studium an der Universität London kehrte er in seine Heimatstadt zurück und arbeitete dort in einer Anwaltskanzlei. In dieser Zeit begann er in einem lokalen Theater zu spielen und wurde von den Fotografen David LaChapelle und Steve Klein entdeckt. In der Folgezeit modelte DJ Qualls unter anderem für Prada.
Sein Filmdebüt in einer Statistenrolle gab er bereits 1995 in Die Chaos-Clique auf Klassenfahrt aus der National-Lampoon-Filmreihe. 1998 war er in dem Fernsehfilm Mama Flora’s Family nach einem Roman von Alex Haley zu sehen. In Road Trip hatte Qualls 2000 als Kyle Edwards seine erste größere Rolle. Zwei Jahre später bekam er die Hauptrolle als Dizzy/Gil in der Komödie The New Guy. 2002 trat er als Gaststar neben Eliza Dushku in dem Musikvideo von der Band Simple Plan I’m Just a Kid auf. 2003 war er an der Seite von Hollywoodstar Hilary Swank im Film The Core – Der innere Kern zu sehen.
Für Hustle & Flow von 2005 erhielt Qualls gemeinsam mit dem Ensemble Nominierungen für den Black Reel Award 2006 sowie für den Screen Actors Guild Award 2006. Zusätzlich hatte Qualls Gastauftritte in verschiedenen Fernsehserien, so 2002 in Scrubs – Die Anfänger oder 2006 in Monk. 2007 war er wiederkehrend in drei Folgen der Comedy My Name Is Earl zu sehen. Seit 2011 hat er mehrere Gastauftritte in Supernatural als Garth.
In dem Drama Last Day of Summer spielte er 2009 neben Nikki Reed die Hauptrolle. Ab 2010 gehörte Qualls in der TNT-Krimiserie Memphis Beat in allen beiden Staffeln als Police Officer Davey Sutton zur Stammbesetzung.
Neben seiner Schauspielkarriere engagiert er sich für Krebsforschungsprojekte.
Im Januar 2020 outete er sich bei einer Show von Jim Jefferies (und kurz darauf auf Twitter) als homosexuell.

## Filmografie (Auswahl)
- 1995: Die Chaos-Clique auf Klassenfahrt (Senior Trip)
- 1998: Mama Flora’s Family (Fernsehfilm)
- 2000: Road Trip
- 2000: Sex oder stirb! (Cherry Falls)
- 2002: Scrubs – Die Anfänger (Scrubs, Fernsehserie, Folge 1x17)
- 2002: Jede Menge Ärger (Big Trouble)
- 2002: Cowboys und Idioten (Lone Star State of Mind)
- 2002: The New Guy
- 2002: Comic Book Villains
- 2003: Chasing Holden
- 2003: The Core – Der innere Kern (The Core)
- 2005: Hustle & Flow
- 2005: Little Athens
- 2005: Criminal Minds (Fernsehserie, Folge 1x01)
- 2005: Lost (Fernsehserie, Folge 2x04)
- 2005: Criminal Intent – Verbrechen im Visier (Law & Order: Criminal Intent, Fernsehserie, Folge 5x09)
- 2006: Monk (Fernsehserie, Folge 4x13)
- 2006: Mein Name ist Fish (I’m Reed Fish)
- 2006: CSI: Den Tätern auf der Spur (CSI: Crime Scene Investigation, Fernsehserie, Folge 7x07)
- 2007: Delta Farce
- 2007: Numbers – Die Logik des Verbrechens (NUMB3RS, Fernsehserie, Folge 4x07)
- 2007: My Name Is Earl (Fernsehserie, 3 Folgen)
- 2008: The Big Bang Theory (Fernsehserie, Folge 1x10)
- 2008: Familiar Strangers
- 2008: The Company Man (Kurzfilm)
- 2009: Breaking Bad (Fernsehserie, Folge 2x08)
- 2009: Road Trip – Bier Pong (Road Trip: Beer Pong)
- 2009: Verrückt nach Steve (All About Steve)
- 2009: Last Day of Summer
- 2009: Im Kreis der Acht (Circle of Eight)
- 2010–2011: Memphis Beat (Fernsehserie, 20 Folgen)
- 2011–2020: Supernatural (Fernsehserie, 6 Folgen)
- 2012: Small Apartments
- 2013: Hawaii Five-0 (Fernsehserie, Folge 4x06)
- 2013–2014: Legit (Fernsehserie, 26 Folgen)
- 2013–2015: Perception (Fernsehserie, 5 Folgen)
- 2014–2018: Z Nation (Fernsehserie, 33 Folgen)
- 2015–2019: The Man in the High Castle (Fernsehserie, 27 Folgen)
- 2017: Fargo (Fernsehserie, Folgen 3x07–3x08)
- 2019: Creepshow (Fernsehserie, 1 Folge)
- 2022: Guillermo del Toro’s Cabinet of Curiosities (Fernsehserie, 1 Folge)
- 2024: Carved